# Eduard Herman s'Jacob
Eduard Herman s'Jacob ('s-Gravenhage, 4 augustus 1827 - aldaar, 15 april 1912) was een Nederlands politicus.

## Familie
s'Jacob was een lid van het patricische geslacht s'Jacob en een zoon van mr. Frederik Bernard s’Jacob (1776-1831), lid Tweede Kamer der Staten-Generaal 1815-1819, secretaris Raad van State 1815-1829, en Maria petronella Rochussen (1792-1848). Zij waren de ouders van Herman Theodoor s'Jacob en grootouders van Hans s'Jacob.
Hij was een broer van Frederik s'Jacob (1822-1901), Gouverneur-generaal van Nederlands-Indië.

## Loopbaan
s'Jacob was een negentiende-eeuws bestuurder uit een oorspronkelijk Rotterdamse notabelenfamilie, die twee perioden in de Tweede Kamer zat. Hij was de zoon van het conservatieve Tweede Kamerlid Frederik Bernard s'Jacob. In de jaren 1850 was s'Jacob advocaat in Nederlands-Indië en na terugkeer in Nederland was hij actief in organisaties op koloniaal gebied. Hij was na de ontbinding van 1866 afgevaardigde voor het district Alkmaar en vanaf 1869 zes jaar voor Amsterdam. Hij droeg in de Kamer vooral conservatieve opvattingen uit op koloniaal gebied. Later staatsraad in buitengewone dienst en zeven jaar Commissaris des Konings in Utrecht.
Van 1874 tot 1877 was hij lid van de parlementaire enquêtecommissie Nederlandse koopvaardijvloot.
- Biografisch Portaal: 95916144
- Digitale Bibliotheek voor de Nederlandse Letteren: jaco053
- Gemeinsame Normdatei: 142701742
- International Standard Name Identifier: 0000 0001 0676 6494
- Library of Congress Control Number: n89656096
- Nederlandse Thesaurus van Auteursnamen: 071603093
- Parlement.com: vg09ll1xzfwr
- Virtual International Authority File: 26213777
- WorldCat: E39PBJhX9Py4g84Qw4RpD7TT73